# ウルリッヒ・ハプスブルク＝ロートリンゲン
ウルリッヒ・フェルディナント・グトムント・ハプスブルク＝ロートリンゲン（ドイツ語: Ulrich Ferdinand Gudmund Habsburg-Lothringen, 1941年8月26日 - ）は、オーストリアの政治家。かつてオーストリア＝ハンガリー帝国を統治していたハプスブルク＝ロートリンゲン家の傍流の末裔の一人。最後のトスカーナ大公フェルディナンド4世の曾孫で、トスカーナ大公家前家長レオポルト・フランツの又従兄にあたる。かつては緑の党に所属していたが、現在は無所属で活動している。

## 経歴
ハインリヒ（ハインリヒ・フェルディナント大公の貴賤結婚で生まれた子）とヘルヴィヒ・シュッテの間の長男として、ケルンテンのウォルフスベルクに生まれる。ウィーンの天然資源および応用生命科学大学で林学を学び、1970年に博士号を取得した。ケルンテンのザンクト・ゲオルゲン・イム・ラヴァンタルに曾祖父のフェルディナンド大公以来代々受け継いだ林地を有している。
2009年、翌春に予定されていたオーストリア連邦大統領選挙への立候補を表明、立候補のため当時務めていた地方議会の議員を辞職した。しかし、大統領選の被選挙権を「旧支配者一族に与えない」という憲法の条項により、立候補は認められなかった。これに対してウルリッヒは「ナチス関係者の親族でも立候補できるのに、私たち一家には認められていない。人権侵害も甚だしい」と批判し、立候補が受け付けられない場合、欧州人権裁判所への提訴も辞さない構えを示した。
この出来事は、オーストリア政界に波紋を広げることになった。オーストリア国民党などは、ハプスブルク条項を「時代錯誤」であるとして、撤廃に向けて活動し始め、オーストリア社会民主党も急ぎはしないものの議論に応じる姿勢を示した。そして議論を経た上で、2011年6月16日に国民議会は、ハプスブルク家の構成員が大統領選挙に立候補できるようにすることを満場一致で採決した。これによってウルリッヒのみならず、全てのハプスブルク一族が大統領選挙の被選挙権を獲得することとなった。しかし、ウルリッヒが望んでいた2010年の大統領選挙には間に合わなかった。ウルリッヒは2016年オーストリア大統領選挙への出馬も考えていたが、結局断念した。
2012年にウルリッヒは、2018年に迎える共和制100周年を記念して、貴族廃止法を撤廃して隣国ドイツのようにオーストリアでも貴族称号を名乗ることを認めてはどうかと提案した。ウルリッヒはこのことが「貴族と非貴族の隔たりを軽減する」ことに繋がると主張している。ただし、出身政党である緑の党はこれに賛成しておらず、極右政党であるオーストリア自由党が積極的に賛成するのみにとどまっている。

## 家族

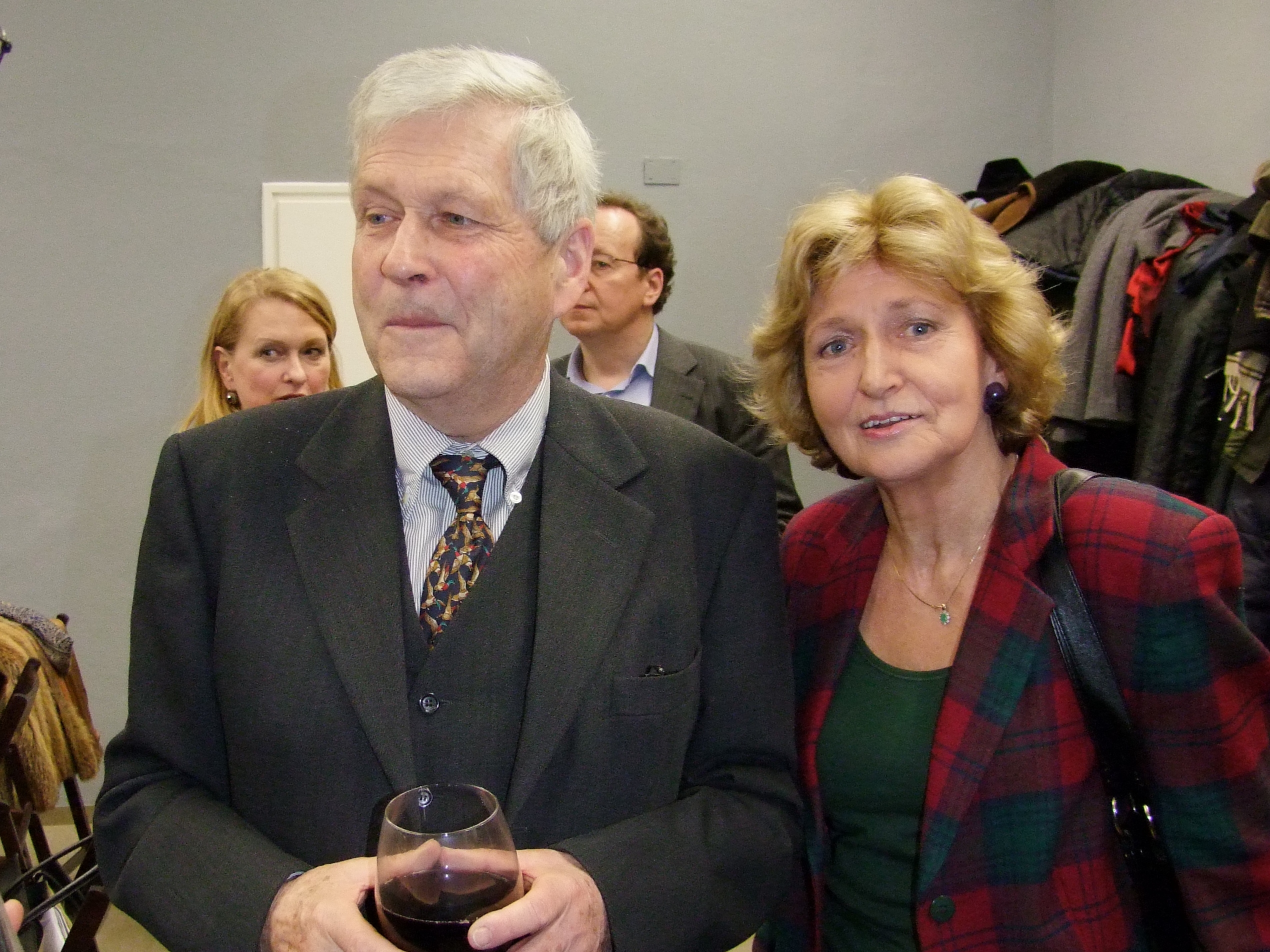
ウルリッヒと妻フリーデリカ・フォン・クリンコウシュトロム（2010年）

妻フリーデリカ・フォン・クリンコウシュトロム（Friederike von Klinkowström）との間に、3人の息子がある。
- オイゲン（Eugen）
- クレメンス（Clemens）
- フィリップ（Philipp）